# اسول (مراکش)
اسول (به فرانسوی: Assoul) یک شهرک در مراکش است که در استان تنغیر واقع شده‌است.